# Kamil Glik
Kamil Jacek Glik ([ˈkamil ˈɡlik] ⓘ; tiếng Đức: Glück; sinh ngày 3 tháng 2 năm 1988) là một cầu thủ bóng đá chuyên nghiệp người Ba Lan thi đấu ở vị trí trung vệ cho câu lạc bộ Benevento của Ý.
Các câu lạc bộ mà Glik từng thi đấu gồm có Piast Gliwice từ 2008 đến 2010, Palermo từ 2010 đến 2011, Torino từ 2011 đến 2016 và Monaco từ 2017 đến 2020; ở Torino và Monaco anh đã được chọn làm đội trưởng của đội. Anh đã từng tranh tài tại Giải vô địch châu Âu 2016 và Giải vô địch thế giới 2018. Ngoài quốc tịch Ba Lan, Glik còn sở hữu cả quốc tịch Đức.

## Xuất thân
Ông nội của Kamil Glik tên Enkel là một người gốc Nam Silesia và có quốc tích Đức, từng chiến đấu trong Chiến tranh thế giới thứ hai trong quân đội Wehrmacht. Sau khi hết chiến tranh, ông ở lại đất nước sẽ trở thành Ba Lan sau này. Do đó Glik vừa có quốc tịch Đức lại vừa có quốc tịch Ba Lan. Họ của cầu thủ này bằng tiếng Đức là Glück thay vì Glik theo cách phát âm của Ba Lan. Mặc dù vậy, Glik liên tục khẳng định rằng anh không có bất kì kết nối nào với nước Đức và tự coi mình là người Ba Lan 100%. Anh có một cô con gái cùng người vợ Marta, hai người quen nhau từ khi học tiểu học.
Năm 2013, rapper người Ý Willie Peyote đã dành tặng hẳn một bài hát tên "Glik" để tri ân cầu thủ này.

## Sự nghiệp cấp câu lạc bộ

### Đầu sự nghiệp
Glik bắt đầu sự nghiệp ở đội trẻ của MOSiR Jastrzębie Zdrój và WSP Wodzisław Śląski, rồi chuyển đến LKS Silesia Lubomia dưới dạng cho mượn. Năm 2006, anh chuyển từ WSP Wodzisław Śląski đến Horadada ở Tây Ban Nha, nơi anh được Real Madrid thu nhận vào đội "C" của câu lạc bộ. Anh chơi ở đó trong 2 mùa giải cho đến 2008.
Ngày 6 tháng 8 năm 2008, anh kí hợp đồng 4 năm với câu lạc bộ Piast Gliwice hàng đầu của Ba Lan. Anh có trận ra mắt vào ngày 30 tháng 8 năm 2008 khi vào sân từ ghế dự bị. Sau đó, anh là nhân tố thường xuyên có mặt trong đội một của câu lạc bộ. Anh thi đấu 26 trận trong mùa giải đầu tiên cùng câu lạc bộ và ghi được 2 bàng thắng sau 28 trận đá ở mùa 2009–10.

## Thống kê sự nghiệp

### Cấp câu lạc bộ
Tính đến trận đấu ngày 18 tháng 4 năm 2021
| Câu lạc bộ         | Mùa                | Giải               | Giải    | Giải      | Cúp     | Cúp       | Cúp châu Âu | Cúp châu Âu | Khác    | Khác      | Tổng cộng | Tổng cộng |
| Câu lạc bộ         | Mùa                | Hạng đấu           | Số trận | Bàn thắng | Số trận | Bàn thắng | Số trận     | Bàn thắng   | Số trận | Bàn thắng | Số trận   | Bàn thắng |
| ------------------ | ------------------ | ------------------ | ------- | --------- | ------- | --------- | ----------- | ----------- | ------- | --------- | --------- | --------- |
| Piast Gliwice      | 2008–09            | Ekstraklasa        | 26      | 0         | 1       | 0         | –           | –           | –       | –         | 27        | 0         |
| Piast Gliwice      | 2009–10            | Ekstraklasa        | 28      | 2         | 1       | 0         | –           | –           | –       | –         | 29        | 2         |
| Piast Gliwice      | Tổng cộng          | Tổng cộng          | 54      | 2         | 2       | 0         | –           | –           | —       | —         | 56        | 2         |
| Palermo            | 2010–11            | Serie A            | 0       | 0         | 0       | 0         | 4           | 0           | –       | –         | 4         | 0         |
| Bari (mượn)        | 2010–11            | Serie A            | 16      | 0         | 1       | 0         | –           | –           | –       | –         | 17        | 0         |
| Torino             | 2011–12            | Serie B            | 23      | 2         | 1       | 0         | –           | –           | –       | –         | 24        | 2         |
| Torino             | 2012–13            | Serie A            | 32      | 1         | 1       | 0         | –           | –           | –       | –         | 33        | 1         |
| Torino             | 2013–14            | Serie A            | 34      | 2         | 1       | 0         | –           | –           | –       | –         | 35        | 2         |
| Torino             | 2014–15            | Serie A            | 32      | 7         | 1       | 0         | 11          | 1           | –       | –         | 44        | 8         |
| Torino             | 2015–16            | Serie A            | 33      | 0         | 2       | 0         | –           | –           | –       | –         | 35        | 0         |
| Torino             | Tổng cộng          | Tổng cộng          | 154     | 12        | 6       | 0         | 11          | 1           | —       | —         | 171       | 13        |
| Monaco             | 2016–17            | Ligue 1            | 36      | 6         | 4       | 1         | 13          | 1           | –       | –         | 53        | 8         |
| Monaco             | 2017–18            | Ligue 1            | 36      | 3         | 5       | 0         | 6           | 1           | 1       | 0         | 48        | 4         |
| Monaco             | 2018–19            | Ligue 1            | 33      | 1         | 3       | 0         | 5           | 0           | 1       | 0         | 42        | 1         |
| Monaco             | 2019–20            | Ligue 1            | 23      | 1         | 1       | 0         | –           | –           | –       | –         | 24        | 1         |
| Monaco             | Tổng cộng          | Tổng cộng          | 128     | 11        | 13      | 1         | 24          | 2           | 2       | 0         | 167       | 14        |
| Benevento          | 2020–21            | Serie A            | 29      | 2         | 1       | 0         | –           | –           | –       | –         | 30        | 2         |
| Tổng kết sự nghiệp | Tổng kết sự nghiệp | Tổng kết sự nghiệp | 381     | 27        | 23      | 1         | 39          | 3           | 2       | 0         | 445       | 31        |

1. 1 2  Tổng số trận ra sân tại UEFA Europa League
2. 1 2 3  Tổng số trận ra sân tại UEFA Champions League

### Cấp đội tuyển
Tính đến 4 tháng 12 năm 2022
| 2010      | 7   | 1 |
| 2011      | 4   | 0 |
| 2012      | 4   | 1 |
| 2013      | 7   | 0 |
| 2014      | 7   | 1 |
| 2015      | 8   | 0 |
| 2016      | 13  | 0 |
| 2017      | 6   | 1 |
| 2018      | 8   | 0 |
| 2019      | 9   | 1 |
| 2020      | 4   | 1 |
| 2021      | 11  | 0 |
| 2022      | 13  | 0 |
| Tổng cộng | 103 | 6 |

#### Bàn thắng cho đội tuyển
Tỉ số và kết quả liệt kê bàn thắng của Ba Lan trước.
| #  | Ngày                 | Nơi tổ chức                                                    | Đối thủ              | Tỉ số | Kết quả | Giải đấu                    |
| -- | -------------------- | -------------------------------------------------------------- | -------------------- | ----- | ------- | --------------------------- |
| 1. | 20 tháng 1 năm 2010  | Sân vận động sinh nhật lần thứ 80, Nakhon Ratchasima, Thái Lan | Thái Lan             | 1–0   | 3–1     | King's Cup 2010             |
| 2. | 17 tháng 10 năm 2012 | Sân vận động Quốc gia, Warszawa, Ba Lan                        | Anh                  | 1–1   | 1–1     | Vòng loại World Cup 2014    |
| 3. | 14 tháng 11 năm 2014 | Boris Paichadze Dinamo Arena, Tbilisi, Gruzia                  | Gruzia               | 1–0   | 4–0     | Vòng loại Euro 2016         |
| 4. | 4 tháng 9 năm 2017   | Sân vận động Quốc gia, Warszawa, Ba Lan                        | Kazakhstan           | 2–0   | 3–0     | Vòng loại World Cup 2018    |
| 5. | 24 tháng 3 năm 2019  | Sân vận động Quốc gia, Warszawa, Ba Lan                        | Latvia               | 2–0   | 2–0     | Vòng loại Euro 2020         |
| 6. | 7 tháng 9 năm 2020   | Bilino Polje, Zenica, Bosnia và Herzegovina                    | Bosna và Hercegovina | 1–1   | 2–1     | UEFA Nations League 2020–21 |